# Ridleyandra stellata
Ridleyandra stellata är en tvåhjärtbladig växtart som beskrevs av A. Weber. Ridleyandra stellata ingår i släktet Ridleyandra och familjen Gesneriaceae. Inga underarter finns listade i Catalogue of Life.